# Szyperki
Szyperki – wieś w Polsce położona w województwie podkarpackim, w powiecie niżańskim, w gminie Jarocin.
| SIMC    | Nazwa     | Rodzaj    |
| ------- | --------- | --------- |
| 0795241 | Mule      | część wsi |
| 0795258 | Podchoina | część wsi |

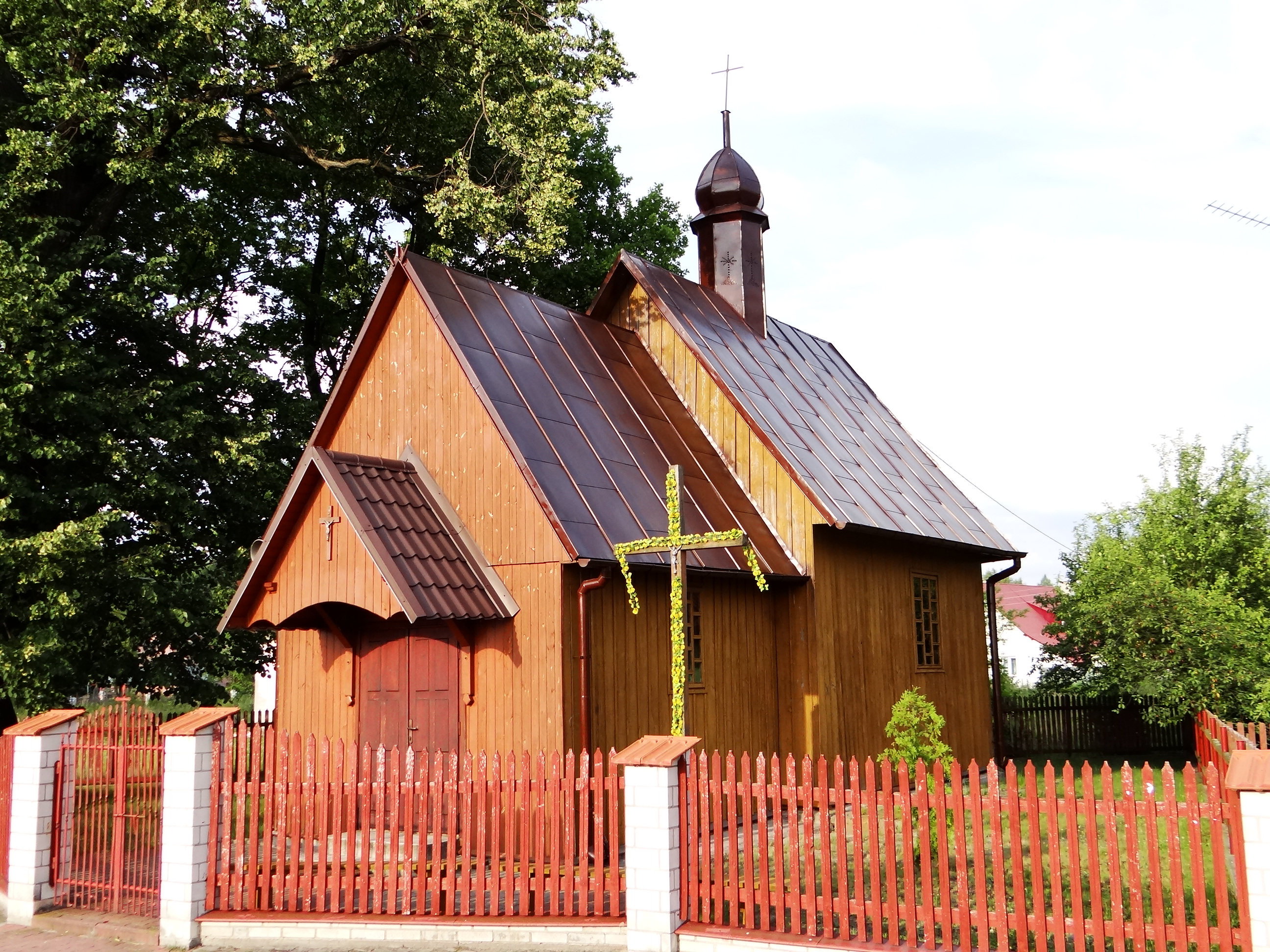
Kaplica Narodzenia Najświętszej Maryi Panny w Szyperkach, 2012

W latach 1975–1998 miejscowość administracyjnie należała do województwa tarnobrzeskiego.
10 lipca 1943 Wehrmacht i SS spacyfikowały wieś. Niemcy zamordowali 6 osób, a 10 wywieźli do obozu w Budzyniu. Spalili 15 budynków.
We wsi znajduje się kaplica Narodzenia Najświętszej Maryi Panny należąca do rzymskokatolickiej Parafii Matki Bożej Bolesnej w Jarocinie.
Na północy wsi znajduje się staw „Dolina” wraz z wiatami rekreacyjnymi, na południu – nowoczesne boisko multifunkcyjne, wiata i plac zabaw.